# Rue du Coq (Strasbourg)
Pour les articles homonymes, voir Rue du Coq.
La rue du Coq (en alsacien : Hahnegässel) est une rue de Strasbourg, rattachée administrativement au quartier Gare - Kléber, qui part du no 15 de la rue du Bain-aux-Plantes, longe la place Grimmeissen et rejoint la Grand'Rue au nord, comme plusieurs autres petites rues parallèles, telles que la rue Adolphe-Seyboth, la rue des Lentilles, la rue de l'Aimant, ou celle des Meuniers.

## Historique
La physionomie de cette rue, attestée depuis le Moyen Âge, est bouleversée à plusieurs reprises.
En août 1870, lors du siège de Strasbourg, un incendie éclate dans la rue et anéantit plusieurs bâtiments.
La partie méridionale de la rue est détruite par les bombardements alliés de 1944, puis l'insalubrité de l'îlot occidental conduit à d'autres démolitions. L'espace dégagé entre la rue du Coq et la rue des Lentilles est transformé en aire de stationnement. En 2004, il prend le nom de « place Grimmeisen».

## Toponymie

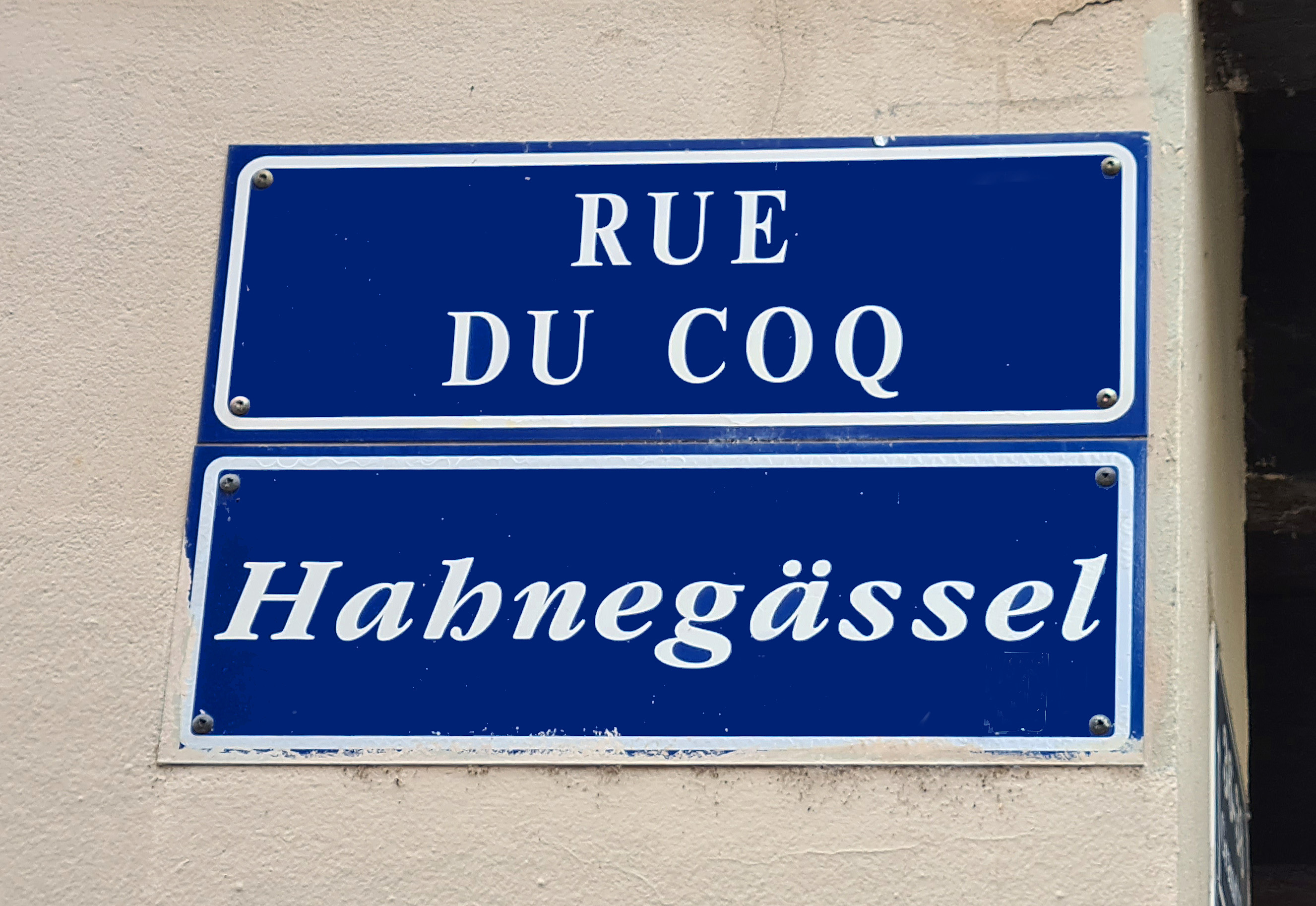
Plaque bilingue, en français et en alsacien.

Au fil des siècles, la voie a connu différentes appellations, en allemand ou en français : Witengasse (1299), Widengasse (1352), Hahnengesselin (XVe et XVIe siècles), Wittengasse, Fahnengässlein (1580), rue du Coq (1794, 1817, 1918), Hahnen-Gässlein (1817), Hahnengasse (1872, 1940) et, à nouveau, rue du Coq depuis 1945.
Les premières appellations font référence à une famille, les Wide, puis dès le XVe siècle la rue prend le nom de l'auberge « au Coq » (zum Hane) qui se trouvait à proximité et s'ouvrait à la hauteur du no 42 actuel de la Grand-Rue.
Des plaques de rues bilingues, à la fois en français et en alsacien, sont mises en place par la municipalité à partir de 1995. C'est le cas du Hahnegässel.

## Bâtiments remarquables

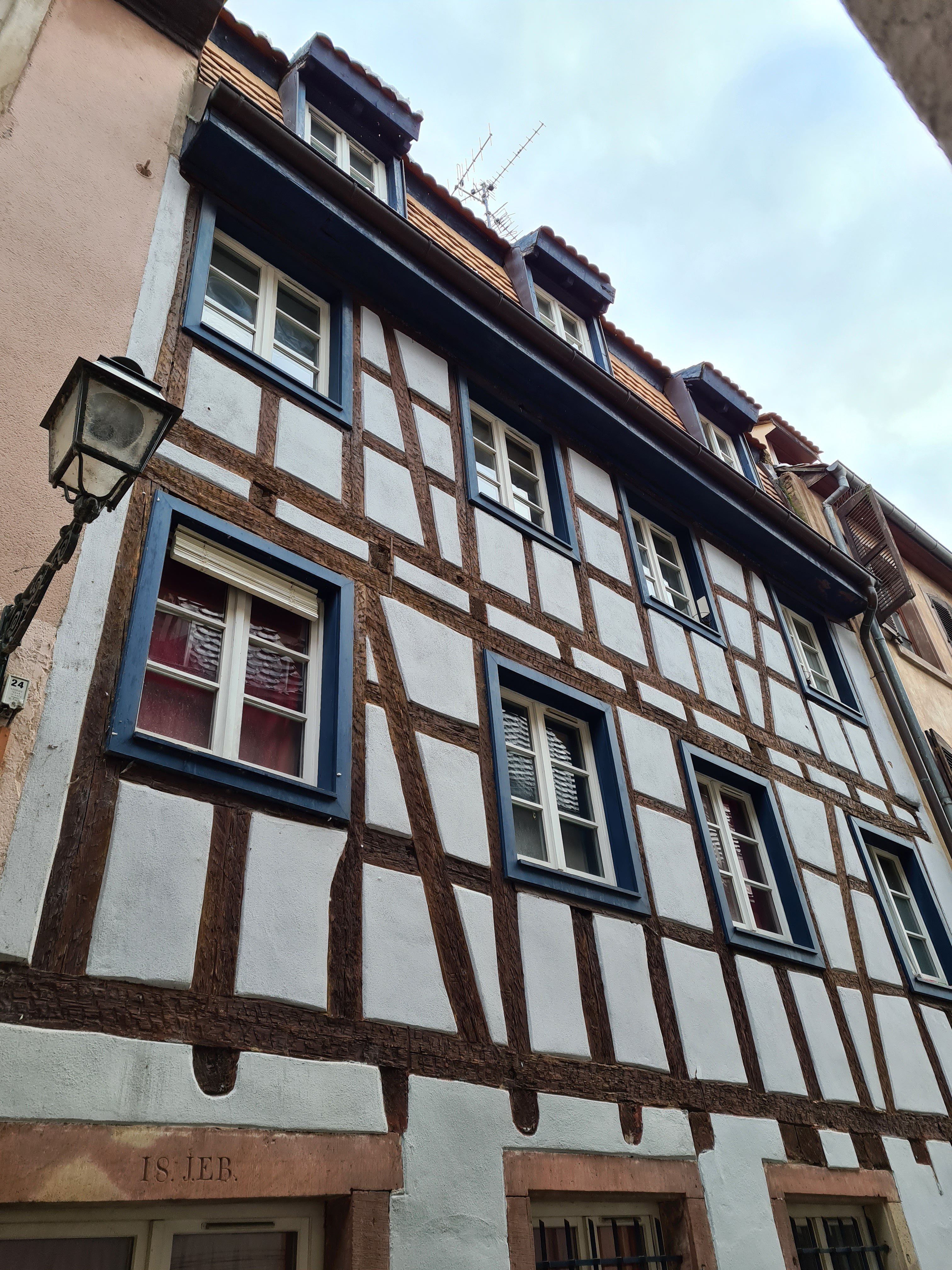
Colombages.
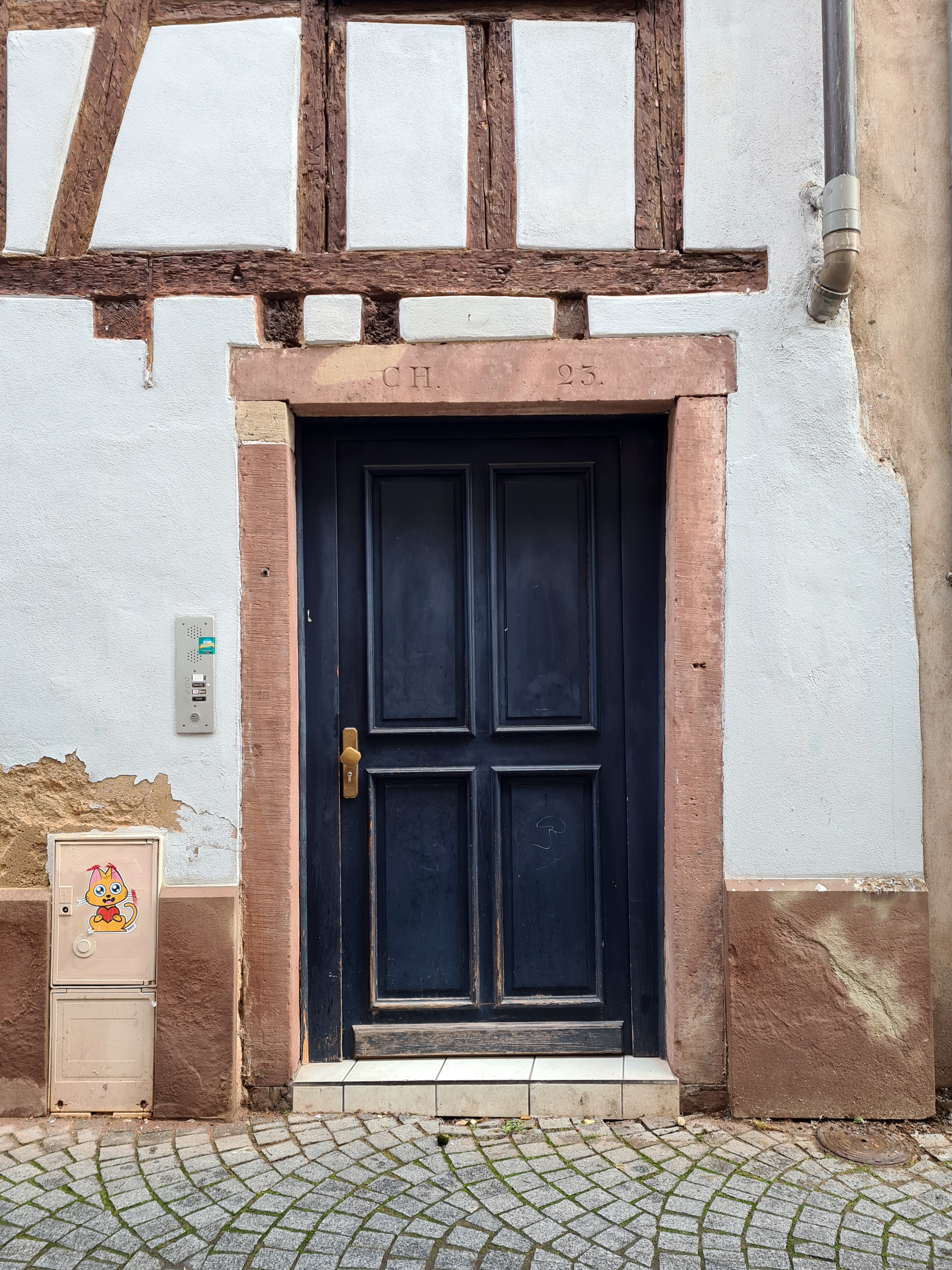
Linteau gravé.

no 4La maison à colombages donnant sur l'aire de stationnement de la place Grimmeissen date du milieu du XIXe siècle.

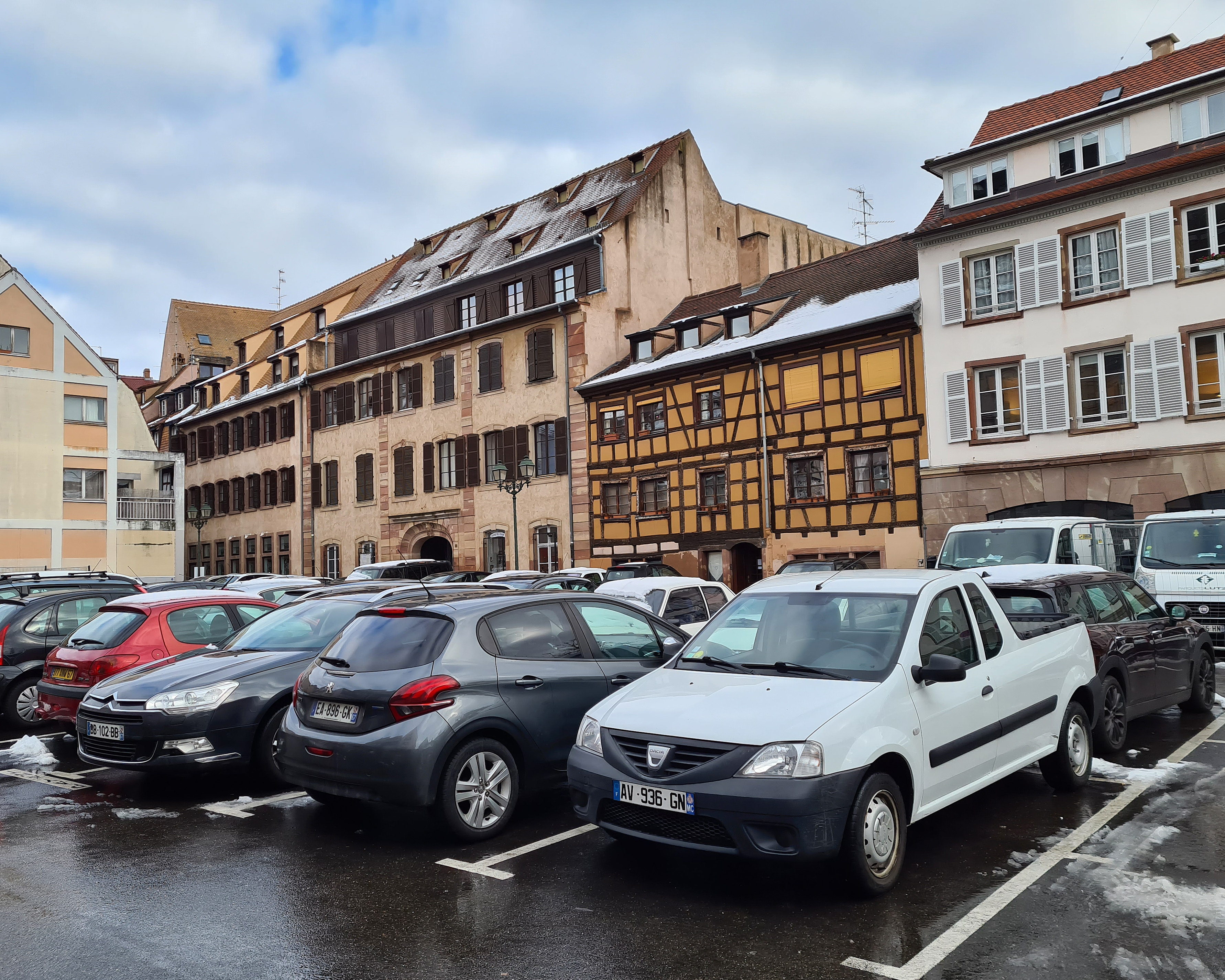
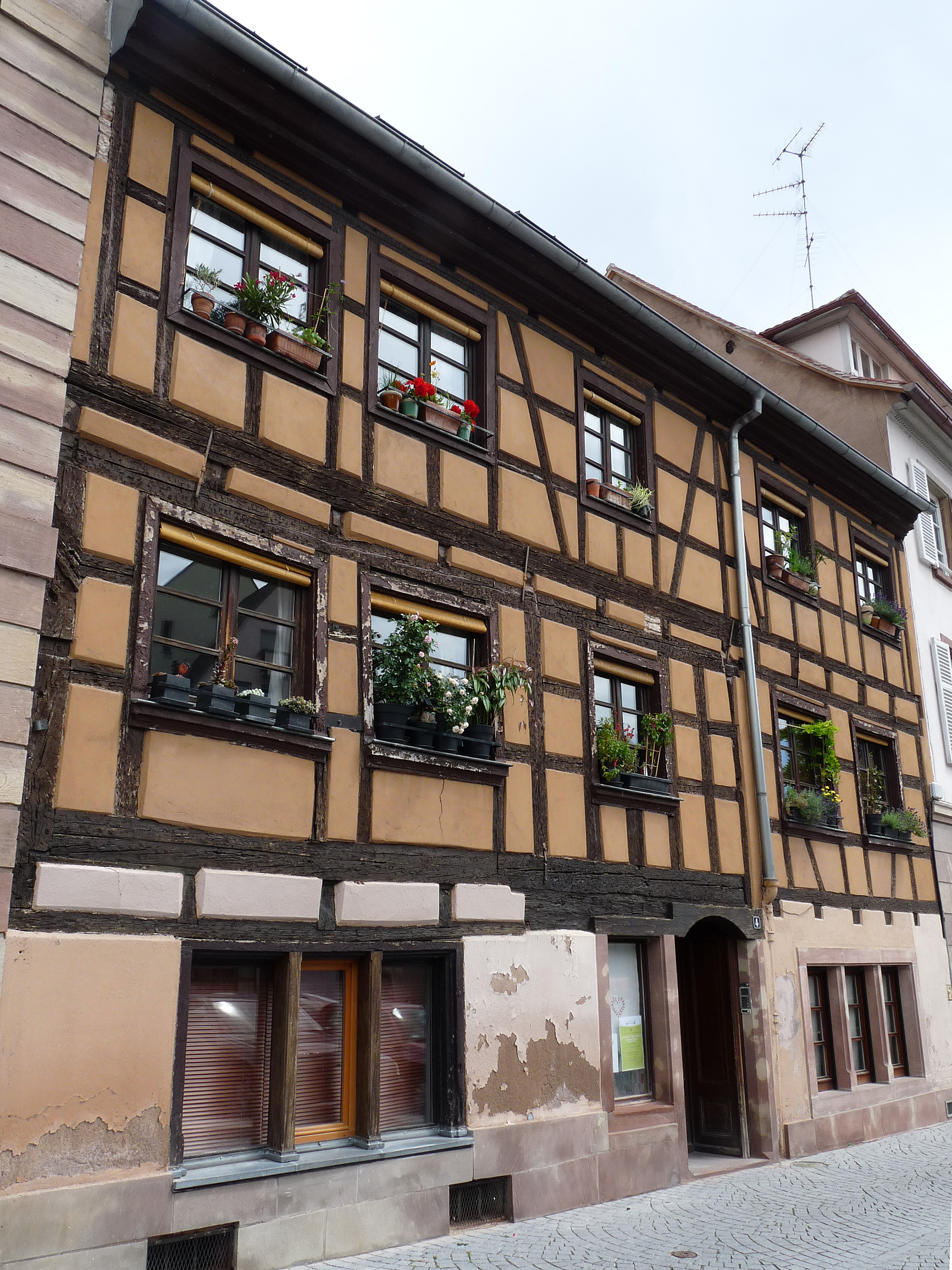

no 6Jusque dans les années 1730, cette maison s'ouvre sur la rue de l'Aimant, seul son jardin donnant alors dans la rue du Coq. Après une nouvelle disposition des lieux et la disparition de ce jardin, on peut considérer que l'édifice actuel a été construit entre 1737 et 1747.
Le porche central de cet hôtel particulier est surmonté d'une voussure appareillée, dotée d'une clé sculptée.
En 1878, le propriétaire obtient l'autorisation de surélever le bâtiment d'un troisième étage en retrait de l'alignement de la rue.

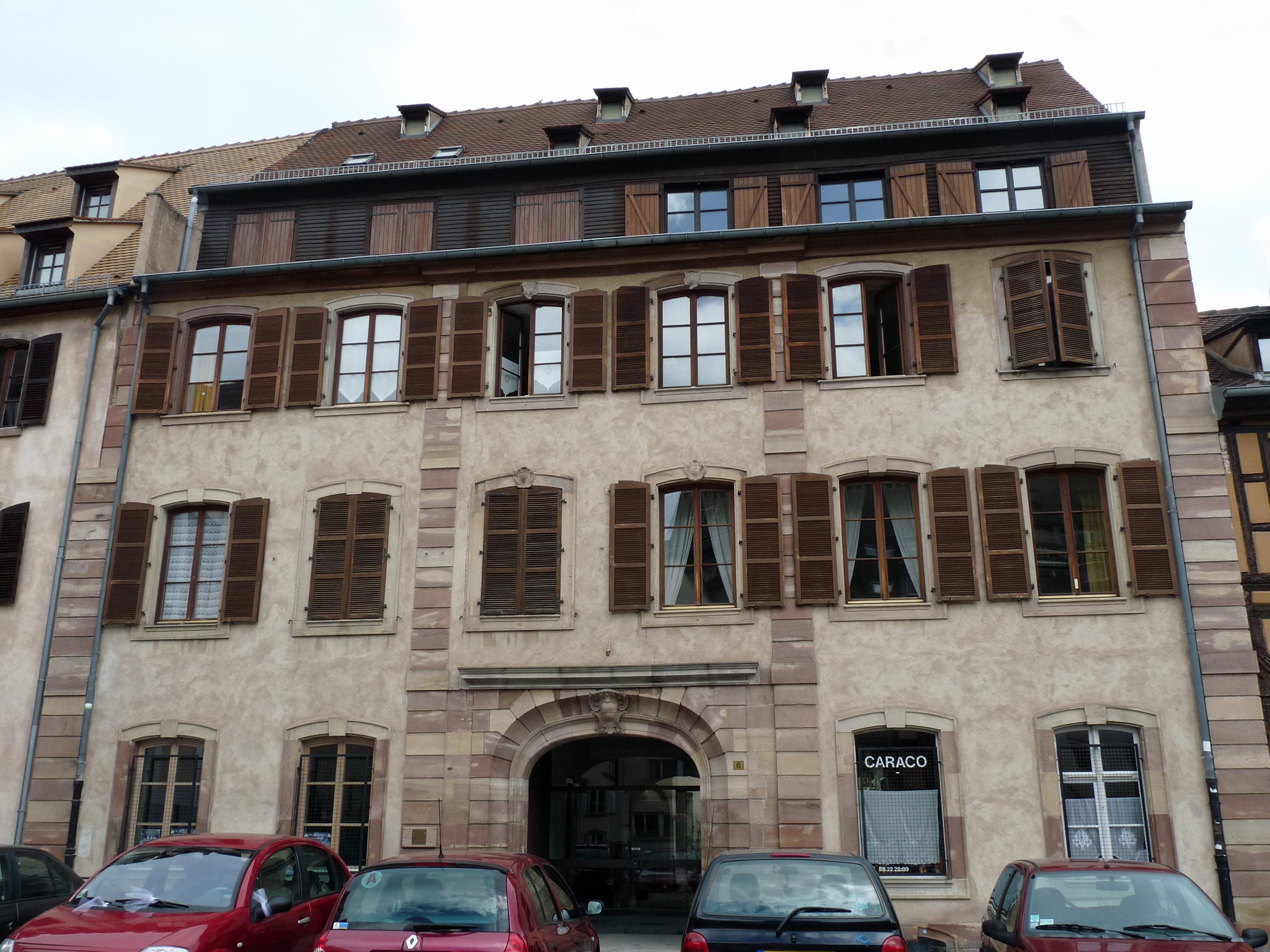
Façade du XVIIIe siècle, surélevée au XIXe.
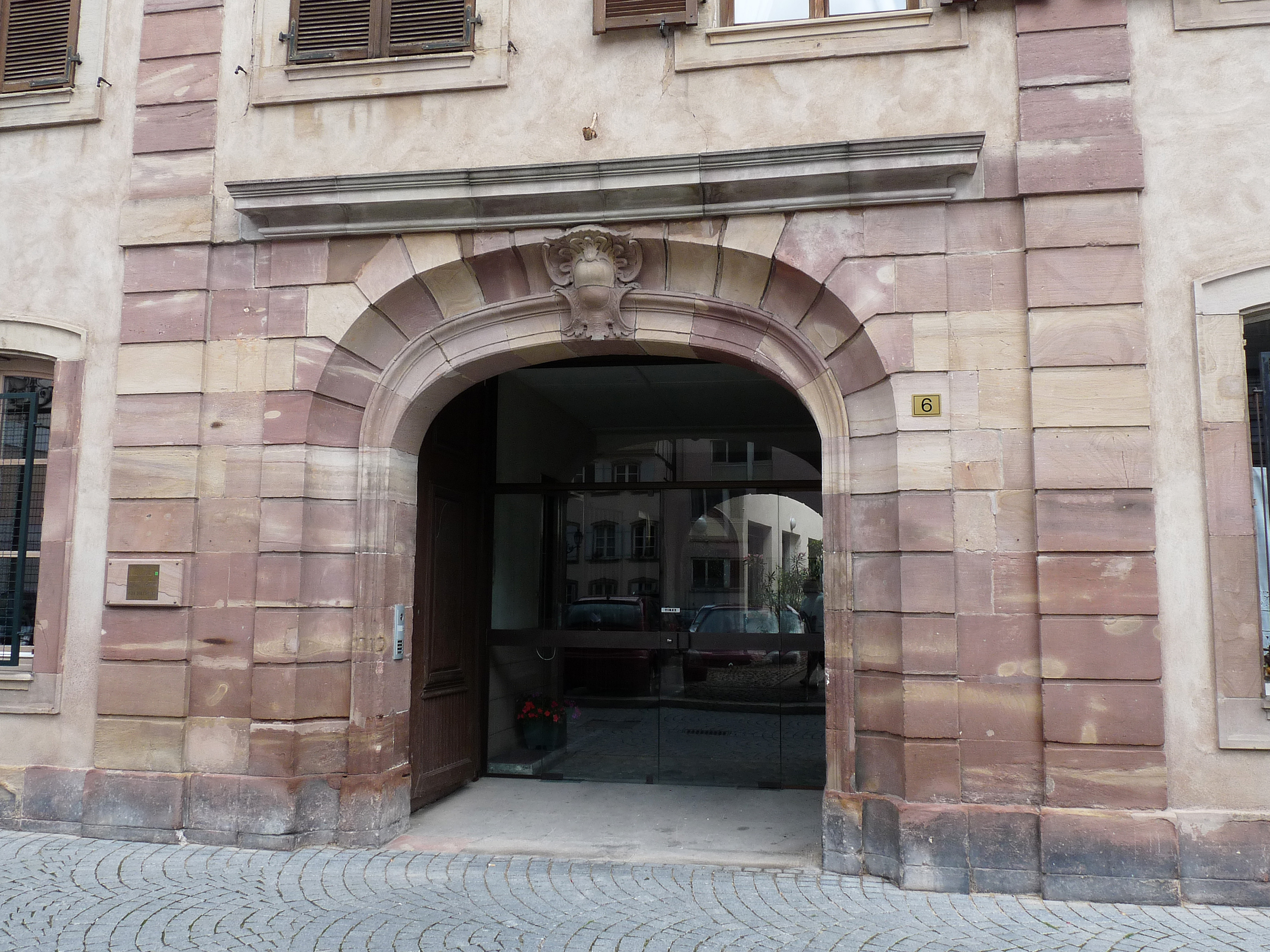
Porche à voussure.
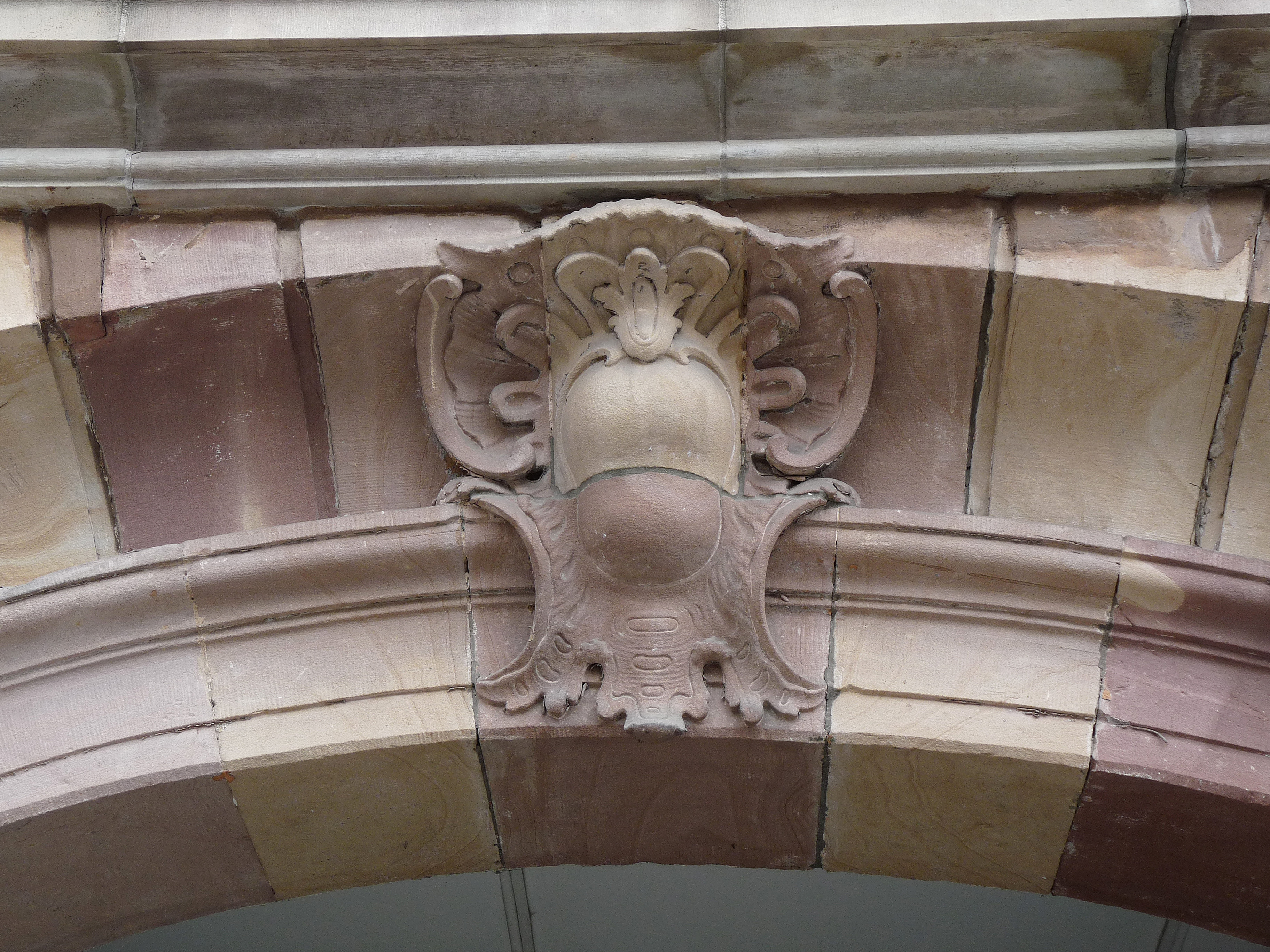
Clé de voûte sculptée.

no 10Cette maison à colombages date de 1823, comme en témoignent les inscriptions sur les linteaux qui comportent cette date encadrant  les initiales des propriétaires : « 18 J.EB. et CH. 23. ».
- Colombages.
- Linteau gravé.

La rue du Coq débouche sur la Grand-Rue, entre la maison à colombages du XVIe siècle au no 38 (à droite sur les photos) et le no 40, un immeuble du XVIIIe siècle qui abrite une chapellerie depuis 1872.

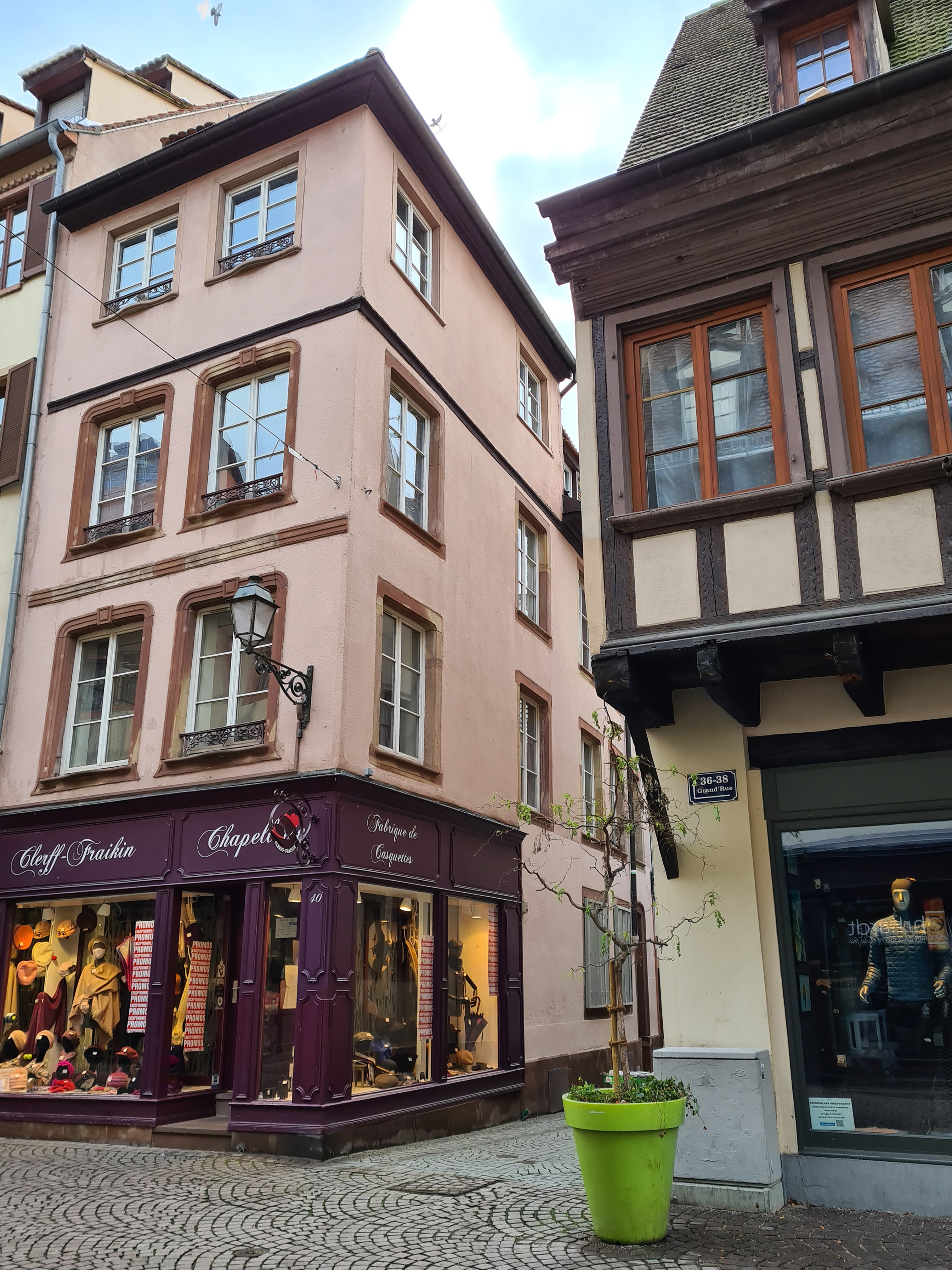
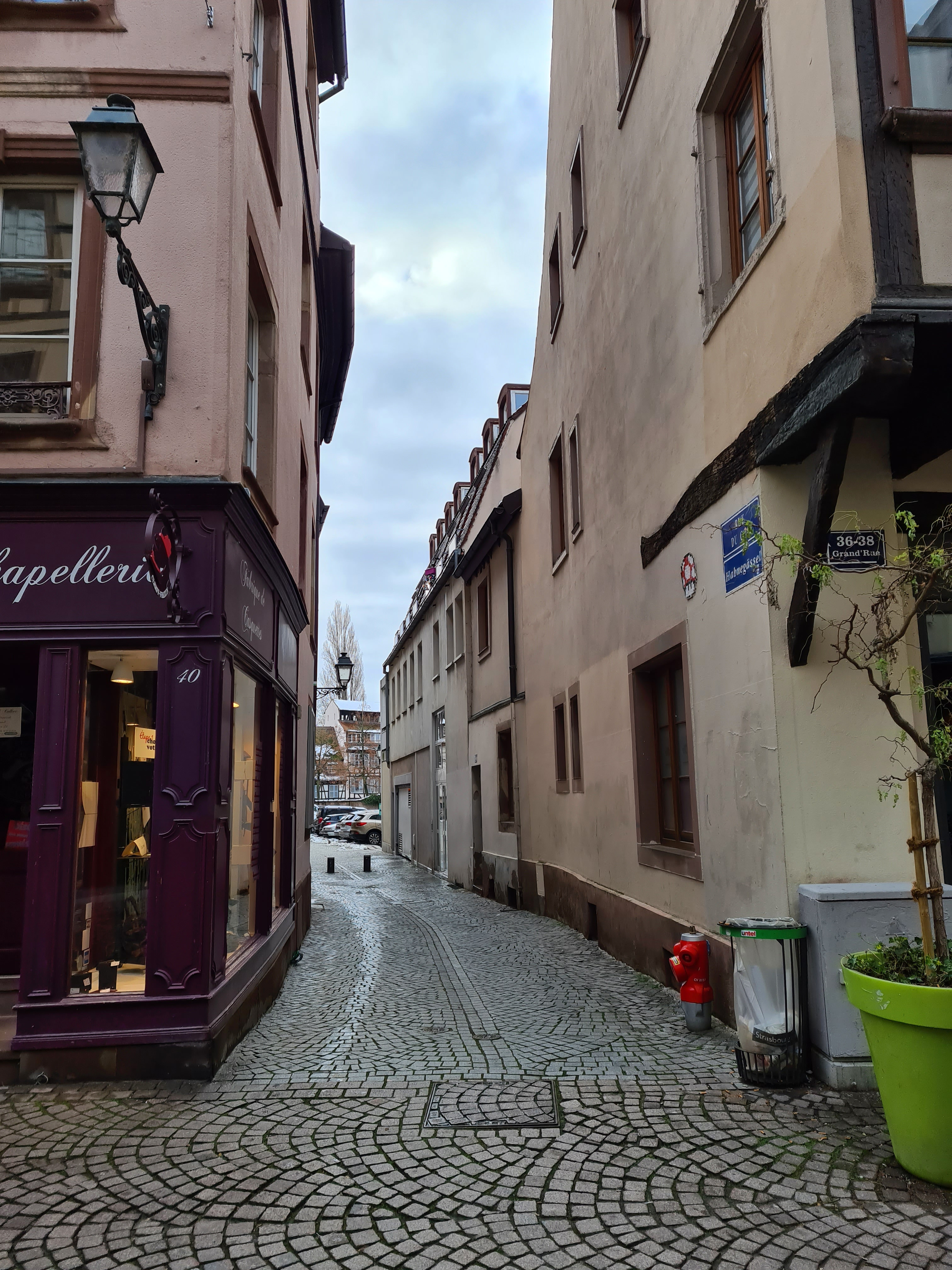
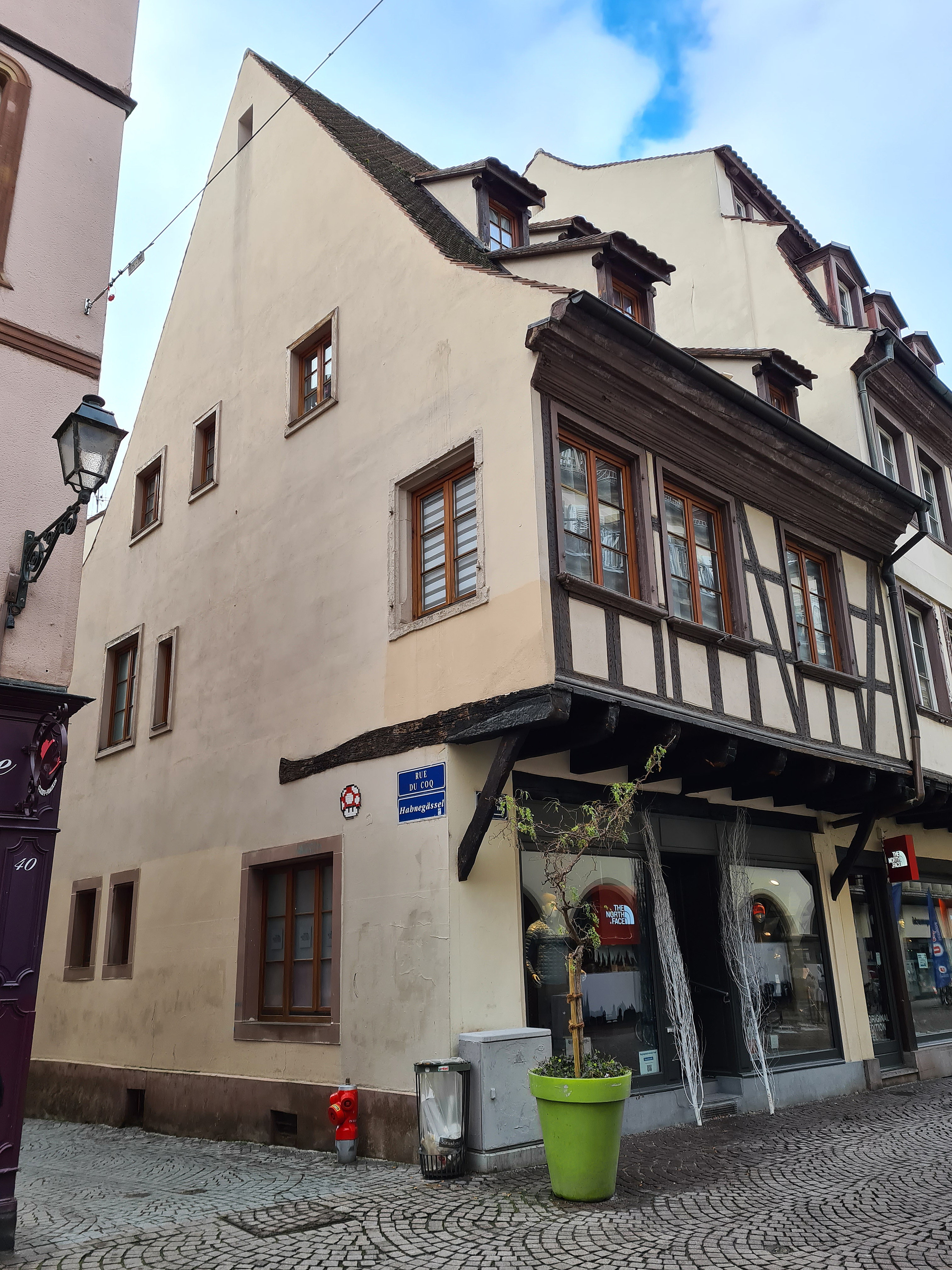